# Vật lý khí quyển
Vật lý khí quyển là ứng dụng của vật lý vào nghiên cứu khí quyển. Các nhà vật lý khí quyển cố gắng mô hình hóa bầu khí quyển Trái Đất và bầu khí quyển của các hành tinh khác bằng các phương trình dòng chảy chất lưu, mô hình hóa học, ngân sách bức xạ và các quá trình truyền năng lượng trong khí quyển (cũng như cách chúng liên kết với các hệ thống khác như đại dương). Để mô hình hóa các hệ thống thời tiết, các nhà vật lý khí quyển sử dụng các yếu tố của lý thuyết tán xạ, mô hình truyền sóng, vật lý đám mây, cơ học thống kê và thống kê không gian có tính toán học cao và liên quan đến vật lý. Nó có liên kết chặt chẽ với khí tượng học và khí hậu học và cũng bao gồm việc thiết kế và xây dựng các công cụ để nghiên cứu khí quyển và giải thích dữ liệu họ cung cấp, bao gồm các công cụ viễn thám. Vào buổi bình minh của thời đại vũ trụ và sự ra đời của tên lửa âm thanh, ngành khí học cao không đã trở thành một nhánh phụ liên quan đến các tầng trên của khí quyển, trong đó sự phân ly và ion hóa là quan trọng.

## Viễn thám

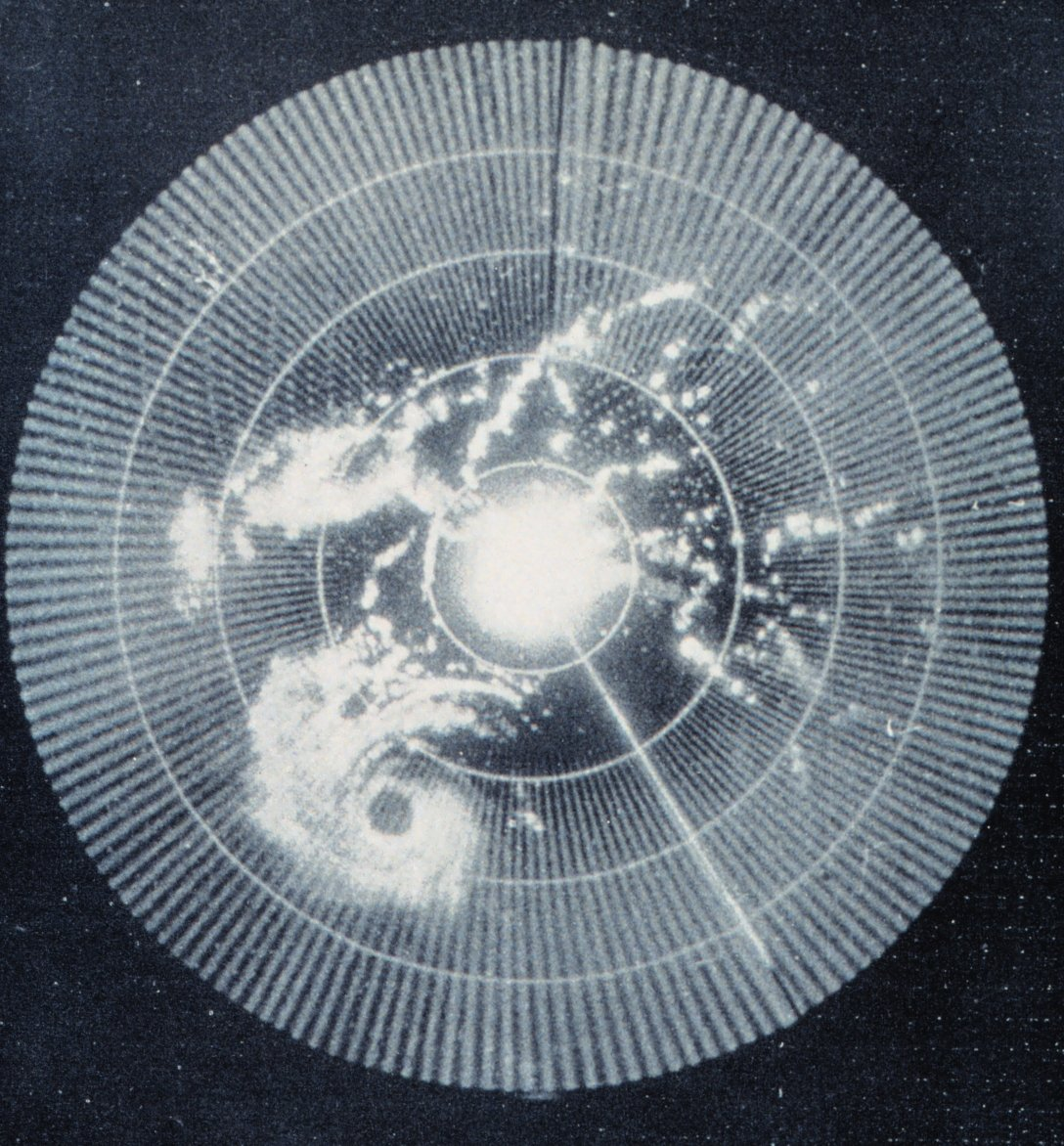
Độ sáng có thể biểu thị độ phản xạ như trong hình ảnh radar thời tiết năm 1960 này (của cơn bão Abby). Tần số, dạng xung và ăng-ten của radar quyết định phần lớn những gì nó có thể quan sát được.

Viễn thám là việc thu thập thông tin quy mô nhỏ hoặc quy mô lớn của một đối tượng hoặc hiện tượng, bằng cách sử dụng (các) thiết bị ghi hoặc thời gian thực không tiếp xúc vật lý hoặc mật thiết với đối tượng (chẳng hạn như máy bay, tàu vũ trụ, vệ tinh, phao hoặc tàu thủy). Trong thực tế, viễn thám là việc thu thập thông tin độc lập thông qua việc sử dụng nhiều loại thiết bị để thu thập thông tin về một đối tượng hoặc khu vực nhất định, cung cấp nhiều thông tin hơn các cảm biến tại các địa điểm riêng lẻ có thể truyền tải. Do đó, việc thu thập thông tin dựa trên nền tảng quan sát Trái Đất hoặc vệ tinh thời tiết, đại dương và quan sát khí quyển, theo dõi qua siêu âm, chụp cộng hưởng từ (MRI), chụp cắt lớp phát xạ positron (PET), và thăm dò vũ trụ đều là những ví dụ về viễn thám. Trong sử dụng hiện đại, thuật ngữ này thường đề cập đến việc sử dụng các công nghệ cảm biến hình ảnh bao gồm nhưng không giới hạn ở việc sử dụng các thiết bị trên máy bay và tàu vũ trụ, và khác với các lĩnh vực liên quan đến hình ảnh khác như hình ảnh y tế.
Có hai loại viễn thám. Cảm biến thụ động phát hiện bức xạ tự nhiên được phát ra hoặc phản xạ bởi đối tượng hoặc khu vực xung quanh được quan sát. Ánh sáng mặt trời phản chiếu là nguồn bức xạ phổ biến nhất được đo bằng cảm biến thụ động. Ví dụ về các cảm biến từ xa thụ động bao gồm chụp ảnh phim, hồng ngoại, thiết bị ghép điện tích và máy đo phóng xạ. Mặt khác, bộ sưu tập hoạt động phát ra năng lượng để quét các vật thể và khu vực trong đó một cảm biến sau đó phát hiện và đo bức xạ phản xạ hoặc tán xạ từ mục tiêu. radar, lidar, và SODAR là ví dụ về kỹ thuật viễn thám hoạt động sử dụng trong vật lý khí quyển nơi thời gian trễ giữa phát xạ và phản hồi được đo, nhằm mục đích xác định vị trí, chiều cao, tốc độ và hướng của một đối tượng.